# Base aérienne de Rayak
La base aérienne de Rayak est une des bases des forces aériennes libanaises.
Elle a été créée en 1914. On y trouve un musée de l'aviation. 